# Bracco del Bourbonnais

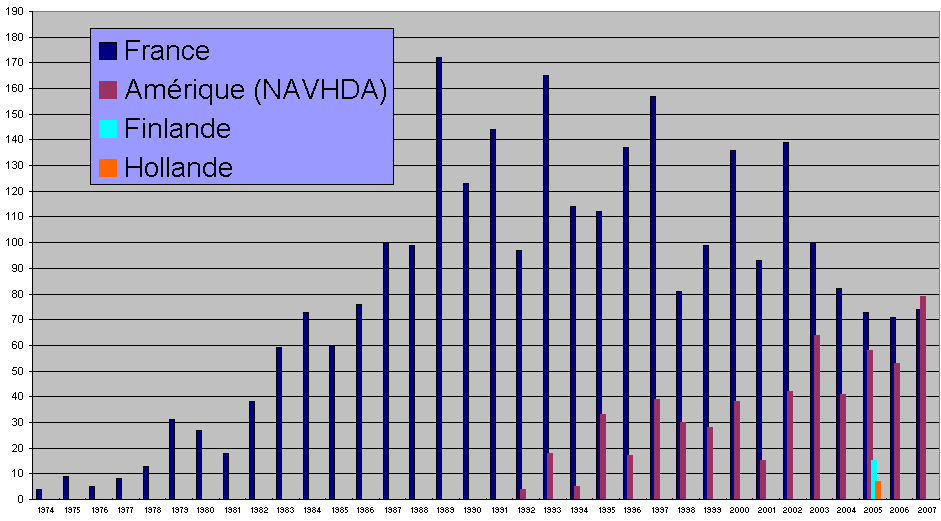
Diagramma che riporta le nascite di bracchi del Borbonese negli ultimi decenni

Il bracco del Bourbonnais (in francese  braque du Bourbonnais) è un cane da caccia di tipo bracco. È un cane di taglia media a pelo corto.

## Storia

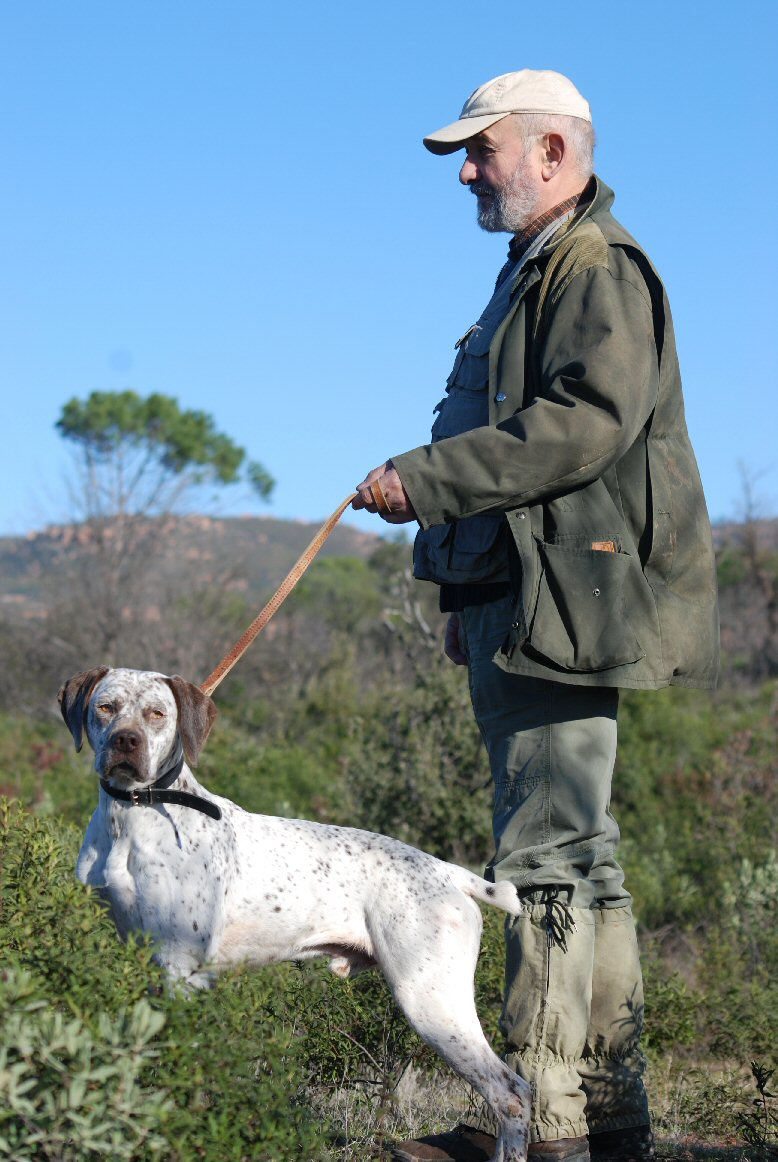
Michel Comte con la sua braque du Bourbonnais

Il bracco del Borbonese era già conosciuto nel 1598 come cane naturalmente anuro o brachiuro, esso ha con un mantello bianco finemente macchiettato di marrone chiaro "lilla pallido" o fulvo. 
La razza scomparve negli anni '60 (nel 1963 e nel 1973 non vi furono registrazioni nel LOF-Livre des origines français), ma fu ricreata negli anni '70 dall'allevatore Michel Comte (Rocher des Jastres), non da cani di diverse origini. Ora è ancora ben definito e in crescita in Europa e negli Stati Uniti.